# Gol (canal de televisión)
Gol es un canal de televisión de pago, propiedad de Mediapro. Entre el 1 de junio de 2016 y el 17 de junio de 2025 emitió a través de una frecuencia de TDT alquilada a Veo Televisión.

## Historia
Mediapro operó anteriormente Gol Televisión, un canal de televisión por suscripción, entre el  19 de septiembre de 2008 y el 30 de junio de 2015. Tras el concurso de licencias de 2015, Mediapro consiguió alquilar una frecuencia para emitir en TDT, y el 22 de marzo de 2016 anunció que recuperaría el nombre de Gol T para su nuevo canal en abierto.
Durante las semanas previas a la presentación del canal, Mediapro emitió un vídeo en bucle con imágenes de diversos deportes y un texto que indicaba que próximamente en esa frecuencia se podría disfrutar de un nuevo canal deportivo. Durante este periodo, la noche del 11 al 12 de abril de 2016, se emitió en diferido el combate de boxeo entre Manny Pacquiao y Bradley III.
Finalmente, el 1 de junio de 2016, dieron comienzo las emisiones en pruebas del canal, ya con el logo Gol (sin la «T»). Durante las emisiones en pruebas, se emitieron diversas competiciones en directo, incluyendo fútbol, tenis, motor, deportes extremos, etc.
El 29 de junio de 2016 el operador gallego R Galicia incorporó la señal al dial 80 de su servicio de televisión, siendo así el primer operador en disponer del canal deportivo.
El 16 de agosto de 2016 el operador Movistar+ incorporó la señal al dial 62 de su servicio de televisión, tanto en satélite como IPTV y Fibra. Posteriormente, el 25 de noviembre de 2016 incorporó la señal en HD del canal en el mismo dial, para los clientes de fibra, no así para los clientes de satélite.
El 17 de agosto de 2016 el operador Vodafone TV incorporó la señal SD al dial 99 de su servicio de televisión. El 3 de noviembre de 2016 el operador Vodafone TV incorporó la señal en HD 1080i al dial 99 de su servicio de televisión.
El 12 de agosto de 2022, el canal pasó a denominarse Gol Play, incluyendo series, cine y entretenimiento en su programación.
Inicialmente, el canal tenía previsto dejar de emitir en TDT el 10 de junio de 2025, para centrarse exclusivamente en operadores de pago y en una programación deportiva. Sin embargo, el cese de emisiones se pospuso hasta el 17 de junio de 2025. El día 18 de junio de 2025, el canal cesó sus emisiones en la TDT, paso a emitir exclusivamente en las plataformas de pago y cambio su nombre a Gol.

## Rostros
- Ricardo Rosety
- Gemma Soler
- Mateo Sánchez
- Joan Heredia
- Albert Fernández
- Dani Nistal

## Derechos deportivos
El canal emite actualmente, las siguientes competiciones:
- Copa Mundial Femenina de Fútbol de 2019.
- Copa FIFA Confederaciones 2017.
- Copa Mundial de Fútbol Sub-17.[8]
- Copa Mundial de Fútbol Sala 2020.
- Veladas de boxeo.
- Premier Pádel P1 Madrid (Julio de 2023).
- UFC (en diferido).
- El partido en abierto de LaLiga Santander .
- 1 partido por jornada de la Primera División Femenina de España.

Además, Mediapro ha adquirido los derechos para su emisión, previsiblemente, por este canal de un partido en abierto por jornada de LaLiga 2016-17, así como de los resúmenes en abierto del resto de partidos de LaLiga y de los de LaCopa. Del mismo modo, cuenta con los derechos de emisión en abierto de 4 partidos por jornada de LaLiga 1|2|3 2016-17 o Segunda División, aunque solo tiene previsto emitir 2 (y revender los otros 2 a televisiones autonómicas). Cabe reseñar que Mediapro cuenta asimismo con el paquete que le permite emitir en modalidad de pago otros 8 partidos por jornada de LaLiga 2016-17, que se emiten por un canal de nueva creación denominado beIN LaLiga.

## Audio
Cuando Gol retransmite un partido de fútbol aparte de escuchar el audio de Gol también se puede seleccionar el audio de distintas emisoras de radio.
| Audio | Idioma                  | Emisora                                           | Tipo       |
| ----- | ----------------------- | ------------------------------------------------- | ---------- |
| Vo 1  | Español                 | Gol                                               | Nacional   |
| Vo 2  | Español                 | SER COPE                                          | Nacional   |
| Vo 3  | Español                 | SER COPE                                          | Nacional   |
| Vo 4  | Catalán Euskera Gallego | Catalunya Ràdio RAC1 Euskadi Irratia Radio Galega | Autonómica |

## Audiencias
| Año  | Enero | Febrero | Marzo | Abril | Mayo | Junio | Julio  | Agosto | Septiembre | Octubre | Noviembre | Diciembre | Media anual |
| ---- | ----- | ------- | ----- | ----- | ---- | ----- | ------ | ------ | ---------- | ------- | --------- | --------- | ----------- |
| 2016 | -     | -       | -     | -     | -    | [*]   | 0,3%** | 0,4%   | 0,6%       | 0,6%    | 0,5%      | 0,6%      | 0,2%        |
| 2017 | 1,1%  | 1,4*    | 0,8%  | 1,0%  | 0,9% | 0,9%  | 0,8%   | 1,0%   | 1,0%       | 1,0%    | 0,9%      | 0,9%      | 1,0%        |
| 2018 | 1,2%  | 1,1%    | 0,9%  | 1,1%  | 1,0% | 0,7%  | 0,7%   | 1,1%   | 1,0%       | 1,1%    | 1,0%      | 1,0%      | 1,0%        |
| 2019 | 1,0%  | 1,2%    | 1,0%  | 1,1%  | 1,1% | 1,2%  | 0,9%   | 1,3%   | 1,0%       | 1,0%    | 1,0%      | 1,0%      | 1,1%        |
| 2020 | 1,0%  | 1,1%    | 0,6%  | 0,5%  | 0,5% | 0,8%  | 0,9%   | 0,9%   | 0,9%       | 0,9%    | 0,8%      | 0,9%      | 0,8%        |
| 2021 | 0,8%  | 1,0%    | 0,9%  | 1,0%  | 1,1% | 0,6%  | 0,7%   | 1,2%   | 1,2%       | 1,1%    | 1,1%      | 1,0%      | 1,0%        |
| 2022 | 1,0%  | 1,1%    | 1,1%  | 1,3%  | 1,2% | 0,9%  | 1,2%   | 1,2%   | 1,2%       | 1,3%    | 1,1%      | 0,8%      | 1,1%        |
| 2023 | 0,9%  | 1,0%    | 0,9%  | 1,0%  | 1,0% | 0,8%  | 0,8%   | 1,2%   | 1,1%       | 1,0%    | 1,0%      | 0,9%      | 1,0%        |
| 2024 | 1,0%  | 1,0%    | 1,0%  | 1,1%  | 1,0% | 0,7%  | 0,7%   | 0,9%   | 0,9%       | 0,9%    | 0,8%      | 0,8%      | 0,9%        |
| 2025 | 0,7%  | 0,8%    | 0,8%  | 0,8%  | 0,8% | 0,4%  | -      | -      | -          | -       | -         | -         | 0,7%        |

[*] Gol comenzó a emitir el 1 de junio, pero sus audiencias no se comenzaron a medir hasta el 1 de julio. | * Máximo histórico. | ** Mínimo histórico.
Máximo Histórico (emisión):
-7 de febrero de 2017
-Vuelta 1/2 Copa del Rey, Fútbol Club Barcelona-Atlético de Madrid
-5.326.000 espectadores
-26,5% share

 Máximo histórico (mes):
-Febrero 2017
-1,4% share

Mínimo histórico (mes):
-Julio 2016
-0,3% share

## Imagen corporativa
En 2022, con el cambio de Gol Play, renovó su imagen corporativa al completo.

Logo de Gol entre 2016 y 2022. Se ha vuelto a este pero con la O totalmente cerrada.
Logo de Gol Play desde 2022 hasta el cese de sus emisiones en TDT.